# Доленє Подполяне
Доленє Подполяне (словен. Dolenje Podpoljane) — поселення в общині Рибниця, регіон Південно-Східна Словенія, Словенія.